# Roberto Gil Esteve
Roberto Gil Esteve (Paterna, 30 de juliol de 1938 - Riba-roja de Túria, 5 d'agost de 2022) va ser un futbolista valencià que va desenvolupar majoritàriament la seua carrera esportiva al València Club de Futbol, on a més va arribar a ser capità.

## Biografia
Roberto Gil va debutar amb el primer equip del València CF el 1959 i va romandre fins a la seua retirada a mitjan campanya 1970-71, durant tota la dècada dels 60 va compartir equip amb altres llegendes de la història del València com Manolo Mestre, Abelardo González, Waldo Machado, Vicente Guillot i Paquito García, amb qui feu una parella al mig del camp ben recordada.
Al llarg de la seua carrera, va contribuir a l'obtenció de 2 títols de Copes de Fires, 1 Copa i 1 Lliga per al València CF. El 1966, al Camp Nou, va marcar un dels pocs gols que es recorden en la lliga espanyola de cabotada des de fora de l'àrea de la porteria.
Però potser el moment més cèlebre que l'afició recorda d'ell va ser quan com a capità va alçar, sòbriament i conforme al seu estil, el trofeu de la Copa de 1967 en la llotja del Santiago Bernabéu, després de vèncer a l'Athletic Club per 1-2, gols de Jara i Paquito. Li va donar la mà a Franco amb la mà molla, i alçà el trofeu tot deixant a Muñoz Grandes amb la ma estesa, sense saludar-lo.
En el vessant de directiu de l'equip merengot, va provocar els fitxatges de Quique Sánchez Flores, Arroyo, Leonardo de Araujo, Lubo Penev o Guus Hiddink.